# 285. Sicherungs-Division (Wehrmacht)
Die 285. Sicherungs-Division war eine deutsche Infanterie-Division im Zweiten Weltkrieg.

## Geschichte

### Aufstellung
Die Division wurde am 15. März 1941 auf dem Truppenübungsplatz Groß-Born in Pommern im Wehrkreis II aus Teilen der 207. Infanterie-Division, welche Truppenteile für neue Sicherungs-Divisionen zur Verfügung stellen sollte, gebildet.
Hierbei wurde bei Aufstellung eine spezielle Gliederung für die Aufgabenstellung als rückwärtiger Verband im besetzten Gebiet vorgesehen:
- Divisionsstab
- Infanterie-Regiment 322
- III. Abteilung / Artillerie-Regiment 207
- Landesschützen-Regiment 113 (später als Sicherungs-Regiment bezeichnet)
- Feldkommandanturen (mit Feldgendarmerie-Trupp)
- Ortskommandanturen (mit Feldgendarmerie-Trupp)
- Kriegsgefangenen-Durchgangslager (Dulag)
- Nachschub-Abteilung
- Sonstige Divisionstruppen Nr. 322

### Unternehmen Barbarossa
Die Division wurde während des gesamten Kriegs überwiegend an der Ostfront im Bereich von Nordrussland um Luga und Pskow und von Estland um Reval für Sicherungsaufgaben im rückwärtigen Heeresgebiet eingesetzt. 
Zu den Aufgaben gehörten die Sicherung der Versorgungssicherungsstützpunkte, der Verbindungs- und Transportwege, Flugplätze, die Bewachung und der Transport von Kriegsgefangenen. 
Hierzu wurde der Division das Reserve-Polizei-Bataillon 65 der Ordnungspolizei als ergänzender Verband zugeteilt.

#### Raum Luga
Im Juli und August 1942 war die Division für die Organisation der Flüchtlingsströme von der Front verantwortlich, wobei viele Flüchtlinge bei der Ankunft in Luga aufgrund fehlender Versorgung starben.
Das Infanterie-Regiment 322 wurde immer wieder anderen Armeekorps zugewiesen, so Anfang 1943 dem LIV. Armeekorps der 18. Armee.

#### Partisanenbekämpfung
Ab 1941 wurde die Division gemeinsam mit der 207. Sicherungs-Division und der 281. Sicherungs-Division zur sogenannten Partisanenbekämpfung eingesetzt. Für das Jahr 1941 wurde die Tötung von 609 Partisanen dokumentiert.
Ab Sommer 1942 erfolgte die Sicherung einer Bahnstrecke. 

#### Raum Pleskau
Im Oktober 1942 konnten die im rückwärtigen Heeresgebiet eingesetzten Sicherungseinheiten vier von fünf Partisanen-Brigaden in einem Großunternehmen im Großraum Pleskau zerschlagen.

#### Unternehmen Schnepfe-Wildente
Gemeinsam mit weiteren Truppenteilen des Korück 583 unter Generalleutnant Oskar van Ginkel nahm die 285. Sicherungs-Division im November 1943 am Unternehmen „Schnepfe-Wildente“ südlich von Volosovo teil. In sieben Tagen verschleppte man 470 Einwohner und brannten 65 Dörfer nieder. Dabei meldete man 15 Feindtote.

#### Verwendung von Divisionsteilen
Der Stab bildete im Juli 1944 bei der Heeresgruppe Nord das Generalkommando Kleffel. 
Das Sicherungs-Regiment 113 der 285. Sicherheitsdivision kämpfte an der Narva-Front und wurde zusammen mit estnischen Einheiten während des Rückzugs im September 1944 bei Avinurme vernichtet. 

#### Auflösung
Am 9. November 1944 wurde die Division dann formal aufgelöst.

## Kommandeure
- Generalmajor/Generalleutnant Wolfgang von Plotho: von der Aufstellung bis Mai 1942
- Oberst Traut: Mai/Juni 1942
- Generalleutnant Wolfgang von Plotho: von Juni 1942 bis September 1942
- Generalleutnant Gustav Adolph-Auffenberg-Komarów: von September 1942 bis zur Auflösung

## Gliederung
1941
- verst. Infanterie-Regiment 322
- III./Artillerie-Regiment 207
- Divisions-Einheiten 322
- Landesschützen-Regiments-Stab 113
- Divisions-Nachrichten-Abteilung 823: ab Dezember 1941
- Ost-Reiter-Abteilung 285: ab Mai 1942

1942
- Grenadier-Regiment 322: nach Auflösung der Division zur 281. Sicherungs-Division
- Sicherungs-Regiment 113: nach Auflösung der Division zur 207. Sicherungs-Division
- I./Polizei-Regiment 9 (aus dem Polizei-Bataillon 61)
- Ost-Reiter-Abteilung 285 (bis Oktober 1943)
- Beute-Panzer-Kompanie 285
- Artillerie-Abteilung 285 (aus III./Artillerie-Regiment 207)
- Divisions-Nachrichten-Abteilung 823
- Divisions-Einheiten 322